# Préfecture de Télimélé
La préfecture de Télimélé est une subdivision administrative de la région de Kindia, en Guinée. Le chef-lieu est la ville de Télimélé.

## Subdivision administrative
La préfecture de Télimélé est subdivisée en quinze (15) sous-préfectures: Télimélé-Centre, Bourouwal, Daramagnaky, Gougoudjé, Koba, Kollet, Konsotamy, Missira, Santou, Sarékaly, Sinta, Sogolon, Tarihoye, Thionthian et Kawessi.

## Population
En 2016, la préfecture comptait 304 060 habitants.

## Cultures
A l'image de plusieurs villes en Guinée elle avait sa propre troupe après l'indépendance notamment le Télé Jazz.

## Personnalité liées
- Elhadj Ibrahima Diallo (?-), député de Télimélé (2020-2021) ;
- Lega Bah, (? - ) musicienne guinéenne.